# 司马兴男
司馬興男（?—?），晋朝公主，晋明帝司馬紹和明穆皇后庾文君所生，封为南康公主。晋成帝将姐姐嫁给了桓溫。桓溫后来成为大司馬，东晋的权臣。
《妒记》记载，桓温灭掉成汉后，暗中娶了成汉后主李势的妹妹为妾，不讓公主知道。南康公主知道後大怒，妒火中燒，持刀奔向李氏，要把她殺了。但見李氏在窗前梳頭，髮垂委地，姿貌絕美。李氏緩緩把髮髻放下，拱手作揖向公主說話。李氏的神色清雅纯正，語氣溫柔婉約。南康公主把刀丟了，走上前抱住李氏说：「小姑娘，我看到你都憐愛了，更何况是那老傢伙。」後來南康公主對李氏很好 。这就是我见犹怜的来历。《世说新语》也有相同的記載，但記了李氏對公主說的話。「我國破家亡，並沒有意願嫁到桓家。今天若能殺了我，剛好遂了我的心願。」
桓温庶子桓玄后来称楚王，矫诏追尊嫡母司马兴男为楚王后。后来桓玄称帝，又追尊她为宣皇后。

## 腳註
1. ↑  《妒記》：「溫平蜀，以李勢女為妾，郡主兇妒，不即知之。後知，乃拔刃往李所，因欲斫之，見李在窗梳頭，姿貌端麗，徐徐結髮，斂手向主，神色閒正，詞甚悽惋。主於是擲刀，前抱之曰：『阿子，我見汝猶憐，何況老奴！』遂善之。」
2. ↑  《世说新语.賢媛》桓宣武平蜀，以李勢妹為妾，甚有寵，常著齋後。主始不知，既聞，與數十婢拔白刃襲之。正值李梳頭，髮委藉地，膚色玉曜，不為動容。徐曰：「國破家亡，無心至此。今日若能見殺，乃是本懷。」主慚而退。